# A.M.
A.M. (або Armino Mezzo) — з 1920 року італійський виробник автомобілів. Штаб-квартира розташована в місті Турин. У 1923 році компанія припинила виробництво автомобілів.

## Арміно Меццо. Заснування компанії
Компанія А.М. була заснована в 1920 році відомим в Італії підприємцем Арміно Меццо, який головним чином займався розробкою невеликих автомобілів, що базувалися на мотоциклах.  
Назва цієї фірми походить від ініціалів її засновника - Armino Mezzo. 

## Початок виробництва автомобілів
У тому ж році було побудувано і запущено у виробництво перший автомобіль - так званий "циклокар". Його назвали Salza, це був легкий двомісний триколісний автомобіль з двоциліндровим опозитним двигуном, об'ємом 575 см3 і потужністю 7 к.с., що продавався під назвою Motocor та Tipo 7HP. Назва Motocor походить від перших літер офіційного найменування компанії - Motovetturetta Carrozata Originale Resistentissima. 
У 1921 році була додана трохи більша і потужніша тримісна модель 9HP з двоциліндровим опозитним двигуном, об'ємом 745 см3 і потужністю 9 к.с.. На автомобілях використовувалися мотоциклетні двигуни. У обох ведучим було одиночне заднє колесо, а два передніх були керованими. На обох варіантах водій розташовувався позаду одного або двох передніх пасажирів. Двомісні автомобілі мали гоночне виконання і брали участь в змаганнях, спеціально організованих для "сайклкарів". Також існували версії з кузовом типу фургон. Виробництво тривало до 1923 року. 

## Закриття компанії
У 1924 році був розроблений легкий чотириколісний автомобіль під назвою Edit. Він мав двоциліндровий двигун з повітряним охолодженням, об'ємом 1020 см3, та триступеневу коробку передач. Цей автомобіль так і не вийшов у виробництво. 
У компанії не вистачало грошей, і це змусило їх закрити двері в 1924 році.
Було випущено всього близько 50 автомобілів всіх типів.

## Список автомобілів A.M.
- 1920 - A.M. Motocor 7HP
- 1921 - A.M. Motocor 9HP
- 1924 - A.M. Edit (прототип)